# Fast Auroral Snapshot Explorer
Fast Auroral Snapshot Explorer (FAST) es un satélite artificial de la NASA diseñado para estudiar y medir los rápidos cambios que se producen en los campos magnético y eléctrico de la Tierra y que llevan a que se produzcan las auroras boreales.
FAST mide las variaciones en los campos magnético y terrestre y los relaciona con sus efectos sobre los electriones e iones a alturas de entre 350 y 4200 km. Las observaciones son complementadas con otras observaciones realizadas por otras naves a mayor altura, poniendo los datos de FAST en contexto. Simultáneamente, las observaciones realizadas desde estaciones terrestres miden la manera en que los procesos observados por FAST afectan a la Tierra.
FAST debería haber sido lanzado en 1994, pero debido a problemas con el cohete lanzador (un Pegasus) el lanzamiento tuvo que ser aplazado hasta el 21 de agosto de 1996, en que FAST fue puesto en una órbita de 350 x 4200 km de altura y con 83 grados de inclinación orbital.
La nave se estabiliza mediante rotación (12 rpm), con el eje de rotación perpendicular a la órbita. La energía la producen paneles solares de arseniuro de galio. La telemetría y los datos se transmiten en banda S.

## Instrumentos
- Experimento de campo eléctrico: usa tres pares de soportes situados ortogonalmente para medir densidades de plasma y la temperatura de los electrones.
- Experimento de campo magnético: usa dos magnetómetros situados a 180 grados el uno del otro, desplegados en soportes de grafito.
- Espectrógrafo de Masa de Energía por Tiempo de Vuelo (TEAMS, Time-of-Flight Energy Angle Mass Spectrograph): espectrómetro de masas para medir la distribución tridimensional de diferentes iones.

## Especificaciones
- Longitud: 1,8 m
- Diámetro máximo: 1,2 m
- Masa total: 187 kg